# Guglielmo di Brandeburgo
Guglielmo di Brandeburgo, anche Guglielmo di Hohenzollern o, per esteso, Wilhelm von Brandenburg-Ansbach-Kulmbach, noto anche negli atti come il margravio Guglielmo (Markgraf Wilhelm) (Ansbach, 30 giugno 1498 – Riga, 4 febbraio 1563), fu l'ultimo arcivescovo di Riga dal 1539 al 1563. A seguito della sua morte, il titolo di principe vescovo di quella città venne infatti soppresso.
Guglielmo era uno dei figli del principe di Ansbach (parente dell'elettore di Brandeburgo), Federico, ed era il fratello del primo duca di Prussia, Alberto, oltre ad essere un parente stretto di molti sovrani influenti.
Essendo uno dei figli minori per età della famiglia, Guglielmo seguì una carriera ecclesiastica, che rivestì con alterna sorte e senza che ne fosse particolarmente attratto. Negli anni 1520, Guglielmo aderì probabilmente al protestantesimo, seguendo l'esempio di suo fratello Alberto, malgrado rimase formalmente un alto dignitario cattolico fino alla fine della sua vita. Nel 1529, ricevette la nomina a vescovo cattolico coadiutore dell'arcidiocesi di Riga per proseguire l'opera di diffusione del Vangelo. Nel 1539, fu elevato ad arcivescovo di Riga, mentre nello stesso periodo il suo parente Alberto di Hohenzollern (1490-1545) aveva il medesimo incarico a Magdeburgo e a Magonza.
Con l'abolizione dello status di principe vescovo durante la guerra di Livonia, Guglielmo perse il suo titolo. Nel 1561, Riga divenne una città libera e l'arcivescovado cattolico di Riga affrontò l'abolizione ad opera della riforma luterana nel 1563. Nello stesso anno, versando in cattive condizioni di salute, Guglielmo morì a Riga. Il suo corpo fu poi deposto nella cattedrale protestante di Riga.

## Biografia

### Famiglia e gioventù

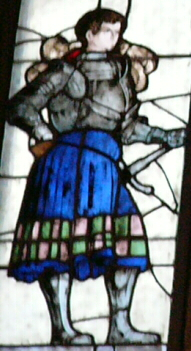
Vetrata che raffigura l'immagine del conte Guglielmo a Norimberga del 1515

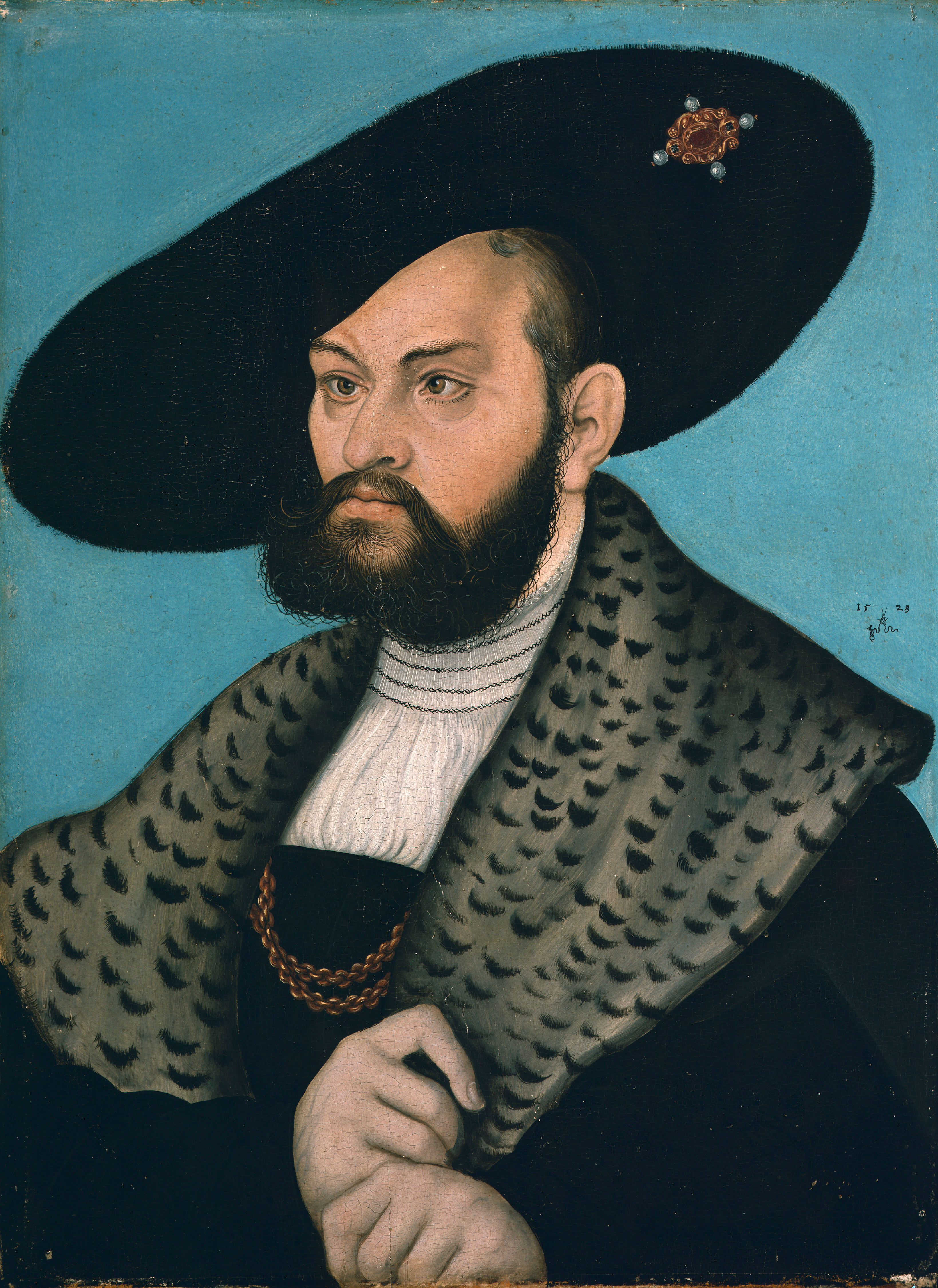
Il fratello di Guglielmo, Alberto di Hohenzollern, in una tela di Lucas Cranach il Vecchio nel 1533

Guglielmo nacque nel 1498, come quattordicesimo figlio del margravio Federico I di Brandeburgo-Ansbach e settimo della figlia del re polacco Casimiro IV Sofia. Egli aveva nove fratelli in tutto, sei dei quali erano più grandi di lui e sette sorelle, tutte maggiori per età. Essendo pertanto difficile vederlo aspirare a cariche laiche, fu avviato a una carriera ecclesiastica.
Diventare un sacerdote richiedeva un'istruzione superiore all'inizio del XVI secolo e Guglielmo e suo fratello maggiore, Alberto, furono affidati alle cure dell'insegnante familiare Udalrich Seger in tenera età. Nel 1514, lui e suo fratello Federico accedettero all'Università di Ingolstadt: essendo figlio di un principe divenne membro del rettorato nel 1516. L'università era allora all'apice della sua prosperità e la ventata riformista, unita alla lontananza da Roma, consentì l'afflusso di un certo numero di teologi insoddisfatti dell'autorità papale, così come Johannes Eck, che più tardi divenne uno degli oppositori più strenui di Martin Lutero. Guglielmo rimase probabilmente impressionato dalle idee protestanti, avendo infatti iniziato ad avvicinarsi alla nuova fede in quel periodo della sua vita.
Dopo la laurea, tuttavia, divenne chiaro che, nonostante il peso della sua famiglia, non poteva aspirare ad alcun incarico di un certo spessore che non fosse già ricoperto e che gli permettesse l'indipendenza economica, ragion per cui risiedette alternativamente ad Ansbach e con il fratello con cui aveva stretto il maggiore legame, Alberto, in Prussia. Nel frattempo, rimase probabilmente al servizio della sorella dell'imperatore Carlo V, la regina Maria d'Ungheria, ma continuò a non trovare un ruolo stabile, sebbene il fratello Alberto avesse intenzione di nominarlo Gran maestro dei cavalieri teutonici nel 1522. Sempre nello stesso anno, i fratelli maggiori Casimiro, Giorgio e Alberto firmarono un'intesa a Praga, ai sensi della quale avrebbero pagato ai fratelli minori 23.000 fiorini in un arco temporale di un lustro a patto che essi rinunciassero al loro diritto di eredità. Dal canto suo, a Guglielmo dovevano spettare 2.000 pezzi d'oro all'anno dalla somma complessiva. Tuttavia, presto sorsero problemi con il pagamento dell'indennità, poiché Casimiro spirò nel 1527. Il fratello Giorgio, margravio di Ansbach, dovette subentrare al pagamento, ma ciò lo mise in grave difficoltà, essendo a corto di liquidità. Anche se con fatica gli vennero assegnate le cifre di denaro che gli spettavano, Guglielmo trascorse un certo periodo della sua vita in relativa povertà, con i suoi debiti che continuavano a crescere.
A metà degli anni 1520 Guglielmo riuscì a ottenere le cariche del signore di Magonza e Colonia, ma non ebbe l'opportunità di avviare un serio percorso di crescita della sua carriera in quelle città. All'inizio degli anni 1520, quando suo fratello Alberto, Gran maestro dell'ordine teutonico, finì coinvolto in un'accesa disputa con suo zio polacco, Sigismondo I, quest'ultimo offrì ai cavalieri l'opportunità per Alberto di cedere la sua carica a Guglielmo, a patto che riconoscesse la supremazia polacca. Tuttavia, quest'opzione non si concretizzò perché Alberto decise di secolarizzare la Prussia nel 1525 eseguendo il celebre omaggio.

### Coadiutore a Riga e primi anni in Livonia

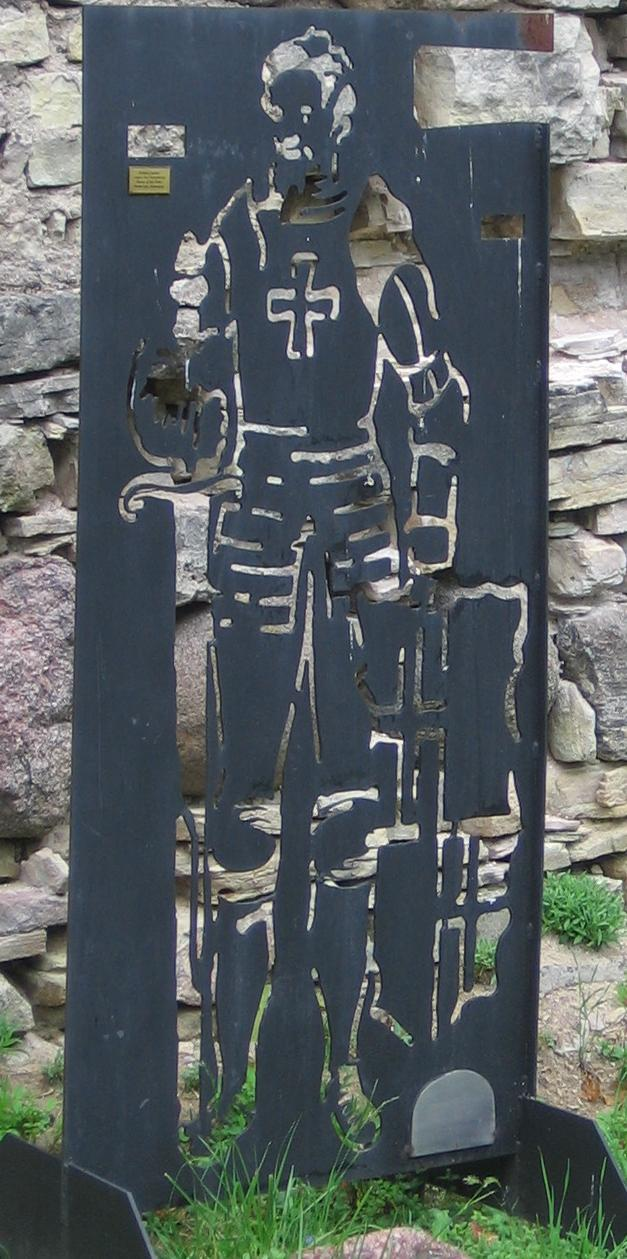
Il landmeister Wolter von Plettenberg

Nel 1525 il nuovo duca di Prussia Alberto presentò una proposta volta a nominare Guglielmo duca di Masovia, prevedendo inoltre le nozze del fratello con una delle figlie di Sigismondo I. Tuttavia, questo progetto fallì perché il re di Polonia non era interessato ad aumentare il potere del duca di Prussia.
Nel 1529 il duca Alberto si interessò nuovamente al futuro di Guglielmo e ipotizzò di favorirne la nomina in veste di coadiutore di Riga: questa si rivelò una mossa ben congegnata, poiché Thomas Schöning, che era stato eletto arcivescovo nel 1528, voleva ripristinare l'indipendenza del clero dal landmeister (Gran maestro) dell'ordine di Livonia Wolter von Plettenberg, saldamente alla sua carica dal 1494. Alberto offrì a Schöning il suo appoggio per assicurarsi l'avallo del papa e dell'imperatore del Sacro Romano Impero, suggerendogli di assumere anche un coadiutore del principe vescovo. Nell'autunno del 1529, Alberto propose inizialmente tre candidati, ovvero il conte Johann von Henneberg e i suoi fratelli Federico e Guglielmo, ma presto cominciò a parteggiare per quest'ultimo. Poiché Guglielmo era ormai diventato un protestante convinto e nessuno della famiglia Ansbach presentava obiezioni alla proposta di Alberto, egli appariva adatto ad attuare la politica di suo fratello nella Confederazione livoniana. Negli anni precedenti, Alberto confidava nella secolarizzazione dell'ordine di Livonia, ma poiché Plettenberg e altri alti funzionari dei cavalieri erano contrari, l'Hochmeister teutonico decise di promuovere il protestantesimo in Livonia inviando suo fratello. Quest'ultimo si proponeva come un buon partito per favorire la causa del protestantesimo.
Non è chiaro se il cattolico Thomas Schöning fosse consapevole delle inclinazioni protestanti del suo coadiutore, ma è più probabile che a quel punto fosse più importante per egli ottenere sostegno contro l'ordine. Pertanto, nel settembre 1529, accettò Guglielmo al suo fianco. Nonostante la forte opposizione dei cavalieri di Livonia, l'arcivescovo riuscì, in gran parte grazie all'appoggio di altri chierici, a far accettare definitivamente Guglielmo come suo coadiutore nel 1530. Alla fine di settembre dello stesso anno, Guglielmo arrivò nell'odierna Lettonia, dove prima gli fornì alloggio il comandante di Kuldīga e poi il futuro maestro Heinrich von Galen. Passò poi all'arcivescovado, dove prestò il giuramento di fedeltà alla cavalleria e al capitolare e prese in consegna sette dei diciotto arcivescovadi.
Tuttavia le ambizioni di Guglielmo si dimostrarono più grandi della soddisfazione per aver raggiunto il ruolo di coadiutore. Al fine di aumentare le proprie entrate, egli cercò di ottenere un certo numero di incarichi clericali nell'arcidiocesi di Riga, nella diocesi di Dorpat, di Ösel-Wiek e di Reval. Sfortunatamente, non riuscì ad allargare a nessuna di esse la sua influenza, finendo anzi per inimicarsi Giovanni IV Bey, vescovo di Dorpat, e il vescovo Reinhold von Buxhoeveden, operativo a Ösel-Wiek. Nel maggio del 1532, varie figure di spicco attive nella Confederazione tentarono di delimitare più concretamente la posizione di Guglielmo in Livonia e di limitare la sua sete di potere. A tal fine, fu approvato un decreto (koadjuutoriretsess) che proibiva a Guglielmo di assumere ulteriori poteri, stabilendo inoltre che, se fosse mai salito alla carica di arcivescovo, avrebbe dovuto rispettare tutti i trattati conclusi in Livonia e non interferire negli affari intrattenuti dalla Confederazione con i governanti stranieri. Inoltre, Guglielmo avrebbe dovuto essere ordinato sacerdote secondo il rito cattolico, circostanza a cui risultava assolutamente contrario essendo, come detto, un protestante convinto. Comunque sia, una delle decisioni della Dieta si rivelò a suo favore: la confessione protestante fu autorizzata a diffondersi liberamente nelle odierne Lettonia ed Estonia.
Dopo l'assemblea nel 1532 fu chiaro a Guglielmo che i latifondisti locali non volevano che la sua influenza si estendesse oltre, ma ciò non impedì di continuare a lottare per i suoi obiettivi. Inoltre, nell'estate dello stesso anno, ebbe un'opportunità estremamente favorevole per farlo, poiché il suo consigliere e uno dei membri dei livoniani attivo nella regione di Läänemaa, Georg von Ungern, ebbe screzi con il vescovo Buxhoeveden, decidendo di spingere per la nomina di Guglielmo al posto di quest'ultimo.

### L'ostilità di Ösel-Wiek e gli ultimi anni come coadiutore a Riga
Arcidiocesi di Riga
     Diocesi di Curlandia
     Diocesi di Dorpat
     Diocesi di Ösel-Wiek
     Possedimenti dell'ordine di Livonia
     Zona contesa tra ordine di Livonia e arcidiocesi di Riga

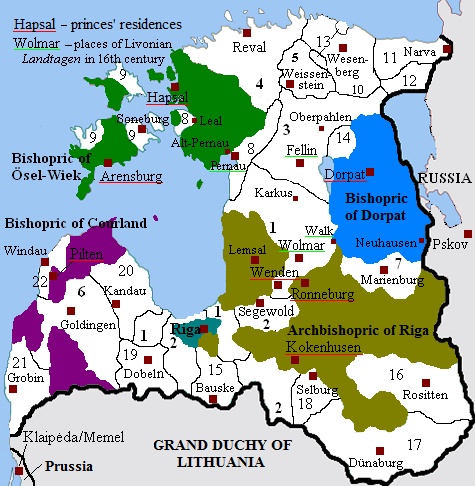
La situazione politica della Livonia nel 1534:
Arcidiocesi di Riga
Diocesi di Curlandia
Diocesi di Dorpat
Diocesi di Ösel-Wiek
Possedimenti dell'ordine di Livonia
Zona contesa tra ordine di Livonia e arcidiocesi di Riga

Nell'aprile del 1532 Guglielmo visitò i nobili ribelli residenti ad Haapsalu e iniziò a elaborare un piano d'azione per assumere il ruolo di vescovo di Ösel-Wiek. Si appellò dunque ai re di Svezia e Danimarca per ottener sostegno, informando anche suo fratello, il duca di Prussia, di essere determinato al raggiungimento della carica a cui aspirava, ma che avrebbe avuto bisogno di denaro. Alberto consigliò a Guglielmo di procedere con cautela, poiché ogni esponente politico della Livonia, tranne la città di Riga, si opponeva alla crescita del suo potere.
Alla fine, il 12 novembre 1532, i nobili di Läänemaa e alcuni di altre circoscrizioni elessero Guglielmo vescovo, il quale, senza ulteriori indugi, partì per Läänemaa, arrivando ad Haapsalu il 21 novembre. Era inoltre chiaro ormai che il vescovo Reinhold non si sarebbe dimesso volontariamente dalla sua carica, dato anche che l'influente balivo di Kuressaare, Gotthard von Gilsen, gli era rimasto fedele, così come i nobili di Saaremaa. In uno scenario siffatto, Guglielmo era riuscito comunque con la pazienza ad assicurarsi l'appoggio della terraferma del vescovato, ma non le isole. Buxhoeveden diede vita ad un'accesa rivalità tra i due, conosciuta come Wieksche Fehde in tedesco, durata fino al 1536.
L'obiettivo di Guglielmo e di suo fratello Alberto era, a giudizio degli studiosi, quello di secolarizzare il vescovado di Ösel-Wiek e trasformarlo in un principato secolare. Per impedire che ciò avvenisse e che si giungesse all'affermazione di un "sovrano della Livonia", anche il suo alleato Georg von Ungern si prodigò per cercare una moglie per il margravio. Alla fine del 1533, Guglielmo comunicò ad Alberto la propria volontà di sposare Edvige, figlia del re Sigismondo I di Polonia, ma quest'ultimo impedì che potesse partire qualsiasi negoziato: la lucida obiezione di Alberto si basava sul fatto che il monarca non avrebbe mai accettato un matrimonio tra un uomo del clero e sua figlia, di fede cattolica.
L'inimicizia si rivelò negativa per Guglielmo fin dall'inizio, poiché divenne presto chiaro che Reinhold von Buxheoveden era già stato confermato come vescovo dal papa nell'agosto 1532, e i tentativi di Guglielmo di far annullare questo non sortirono alcun frutto. Gli eventi più decisivi della faida, tuttavia, ebbero luogo tra il 1533 e il 1534, quando Guglielmo e il vescovo Reinhold fecero irruzione nei domini dell'altro e si appellarono ad altre figure religiose e non attive in Livonia affinché intervenissero a favore dell'una o dell'altra parte. Nelle prime battute, Guglielmo riuscì ad ottenere l'appoggio dell'ordine, con il quale fu firmata un'alleanza il 1º aprile 1533, ma si trattò più probabilmente di un'abile mossa del maestro dell'ordine Wolter von Plettenberg per contenere le aspirazioni di Guglielmo. I cavalieri non gli diedero alcun aiuto sostanziale, anzi le commende di Pärnu e Tallinn, unite al balivo di Maasilinna (la zona orientale dell'isola di Saaremaa), appoggiarono apertamente Reinhold. Nel 1534, alla dieta di Viljandi, tutti i possedimenti in mano ai livoniani si erano già uniti a sostegno del vescovo Reinhold, e nell'autunno dello stesso anno Guglielmo dovette lasciare Ösel-Wiek. I successivi tentativi di volgere la situazione a suo favore appellandosi alla Santa Sede e all'imperatore fallirono. Nel 1535, anche la città di Riga passò sotto il controllo dell'ordine quando il principale sostenitore di Guglielmo, il diplomatico Johann Lohmüller, fu costretto a fuggire dopo una sorta di golpe che coinvolse l'insediamento. Nel luglio del 1536, la questione fu finalmente risolta a favore del vescovo Reinhold, con il "vinto" che dovette rinunciare a tutte le rivendicazioni sul vescovato di Ösel-Wiek, ricevendo in cambio 25.000 marchi (di cui apparentemente ne ricevette solo 9.000) e fu costretto a lasciare i nobili dei suoi alleati a Läänemaa sotto l'autorità del vescovo. Gli aristocratici di Lohmuhl furono costretti a consegnarsi al vescovo di Ösel-Wiek.
Negli anni seguenti Guglielmo, insieme all'arcivescovo Schöning, cercò invano di risolvere la disputa con la città di Riga; essa rimase di fatto sotto la sola autorità dell'ordine. Hermann von Brüggenei, Gran maestro dei cavalieri, si dimostrò uno strenuo oppositore di Guglielmo, che rifiutò di fare qualsiasi concessione a lui e all'arcivescovo. Così, la vita di Guglielmo raggiunse una piega assai critica, e nel 1538, mentre visitava suo fratello, si sentì così male che compilò anche un testamento. Negli anni successivi, tuttavia, cominciò una nuova stagione della sua vita.

### La Dama Bianca
Durante il soggiorno di Guglielmo a Haapsalu egli ebbe quello che può essere descritto come il suo primo incontro con la "Dama Bianca" nella chiesa della cattedrale. Il suo maestro di corte, Meinecke von Schierstedt, scrisse che mentre Guglielmo si trovava nel coro della chiesa, improvvisamente vide una donna vestita di bianco e foderata di velluto rosso che non aveva mai visto prima. Il chierico pensava che la donna impersonasse Satana e si rifiutò di mettere piede nell'edificio religioso. Si trattò probabilmente, almeno in parte, di un pretesto cercato da Guglielmo per evitare di ottemperare alla celebrazione di funzioni secondo il rito cattolico e di essere ordinato come ecclesiastico, ma la visione può anche essere attribuita all'abuso di alcol a cui si era dato al tempo.

### Arcivescovo, lotte con Riga e piani per un coadiuvato

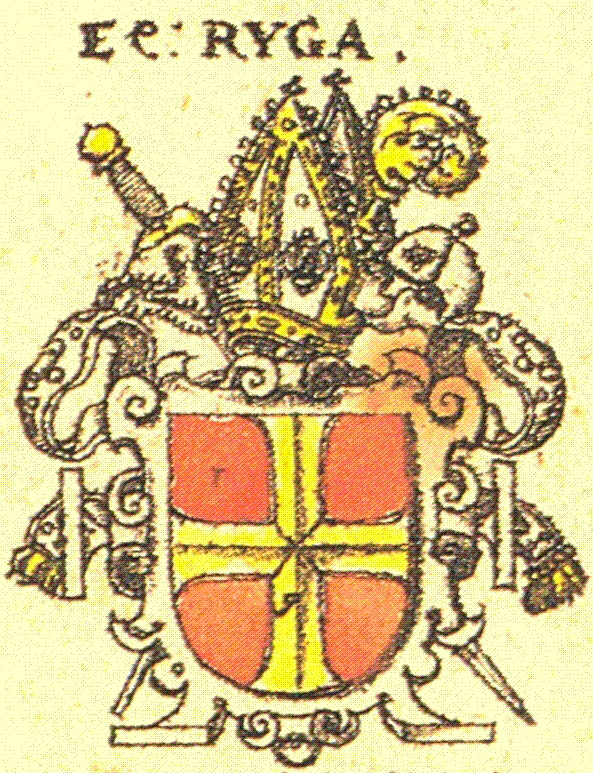
Stemma dell'arcivescovo di Riga nel 1539

Nell'agosto del 1539 l'arcivescovo di Riga, Thomas Schöning, morì e così il coadiutore Guglielmo gli subentrò. L'imperatore e il papa lo confermarono come arcivescovo nel 1540. Immediatamente dopo, però, Guglielmo incontrò dei problemi, poiché la città di Riga, che avrebbe dovuto giurargli fedeltà ai sensi del trattato di Kirchholm del 1452, non lo fece a causa dell'ingerenza dell'ordine del potere esclusivo nella città. La situazione divenne ancora più problematica quando Riga si unì alla lega di Smalcalda nel 1541, ottenendo così il sostegno dei principi protestanti tedeschi. Dopo lunghi negoziati, nel 1542, Guglielmo riuscì finalmente a concludere un trattato a Limbaži, in Lettonia, con la delegazione di Riga, alla stregua del quale la città doveva giurargli fedeltà, mentre lui rinunciava alla sua supremazia clericale (o nominalmente cattolica) sull'insediamento. Si decise di regolare il diritto di conio per un periodo di sei anni, ma quando l'ordine interferì nuovamente i rappresentanti della città abbandonarono le trattative.
Guglielmo cercò successivamente di migliorare la sua posizione cercando un coadiutore. Suo fratello Giovanni Alberto, suo cugino Giovanni di Henneberg e i figli dell'elettore di Brandeburgo furono proposti come candidati, così come i figli del sovrano di Danimarca. Tuttavia, nessuno dei regnanti era interessato a questo piano e così Guglielmo non venne nominato coadiutore, anche se ricevette un'interessante offerta da Johann von Münchhausen, vescovo di Curlandia e Ösel-Wiel: questi sarebbe diventato coadiutore di Guglielmo, mentre in cambio quest'ultimo avrebbe rivestito lo stesso ruolo in Curlandia. Ricorrendo a questo do ut des, Munchhausen pensava inoltre di poter giungere a un trattato in virtù del quale, in caso di morte di uno dei due, tutti i possedimenti del defunto sarebbero passati all'altro, rendendo così il sopravvissuto, nel contesto della Livonia, un'autorità quasi alla pari dell'ordine. Ad ogni modo, dato che Münchhausen era molto legato all'ordine di Livonia, si può supporre che dietro il piano ci fossero proprio i cavalieri, che cercavano di ottenere uno scenario in cui Guglielmo non avrebbe potuto disporre di un principe coadiutore. Alla fine, Guglielmo optò per rifiutare l'offerta di Munchhausen.

### La riforma nell'arcidiocesi e l'intesa di Wolmar

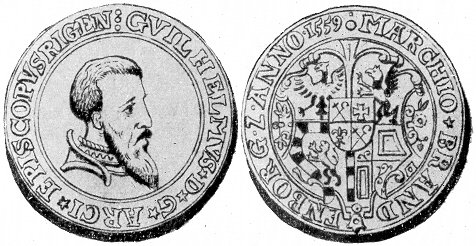
Tallero con l'effige di Guglielmo del 1559

Incapace di migliorare la sua posizione con mezzi politici, Guglielmo cercò di farlo con provvedimenti in campo religioso, decidendo infatti di attirarsi delle simpatie introducendo il luteranesimo in tutta la Livonia. Essendo la più alta carica clericale del paese, questa aveva anche, almeno in teoria, il diritto di sovvertire l'ordine liturgico. Nella sua mente, nel 1545, Guglielmo confidava nella soppressione di quel decreto imperiale che aveva assegnato ai cavalieri livoniani il diritto di supervisione su tutti i successori dei prelati, in assenza del quale avrebbe potuto indirizzare di fatto la Chiesa in Lettonia ed Estonia. Tuttavia, dato che la maggior parte delle cattedrali livoniane rimasero cattoliche (compresa quella di Wilhelm, a Riga), si capisce come i vescovi non erano disposti ad obbedire ai dettami di Guglielmo, essendo tra l'altro l'ordine non favorevole a un aumento dell'influenza dell'arcidiocesi. Per questo, il tentativo di riforma affrontò un punto morto e si arenò, almeno per un po' di tempo. Nel 1547, Guglielmo riuscì a realizzarlo almeno parzialmente sul territorio dell'arcivescovado.
Allo stesso tempo, tuttavia, le relazioni bilaterali con i cavalieri di Livonia erano migliorate. Alla dieta di Wolmar nel 1546, si concluse infatti un trattato (Volmar retsess) secondo cui i governatori di Livonia non avrebbero dovuto essere eletti o confermati senza il consenso di tutti i latifondisti, inclusi (o forse soprattutto) i coadiutori del principe vescovo. Questo passaggio dell'accordo era chiaramente diretta contro l'arcivescovo Guglielmo, ma in cambio l'ordine aveva accettato di condividere il potere su Riga. Un secondo punto dell'intesa riguardava il trattato di Kirchholm, risalente al secolo scorso e a cui i rappresentanti della città avevano rinunciato per principio in virtù dell'eccessiva onerosità, che doveva tornare in vigore nell'odierna capitale lettone. Nella primavera del 1547, Guglielmo, insieme al Gran maestro dell'ordine, prestò il giuramento di fedeltà a Riga. Negli anni seguenti, le relazioni tra clero e cavalieri proseguirono in maniera abbastanza armoniosa, ma un ulteriore aumento delle tasse iniziò a suscitare qualche malcontento.

### La ricerca del coadiutore e lo scoppio delle ostilità

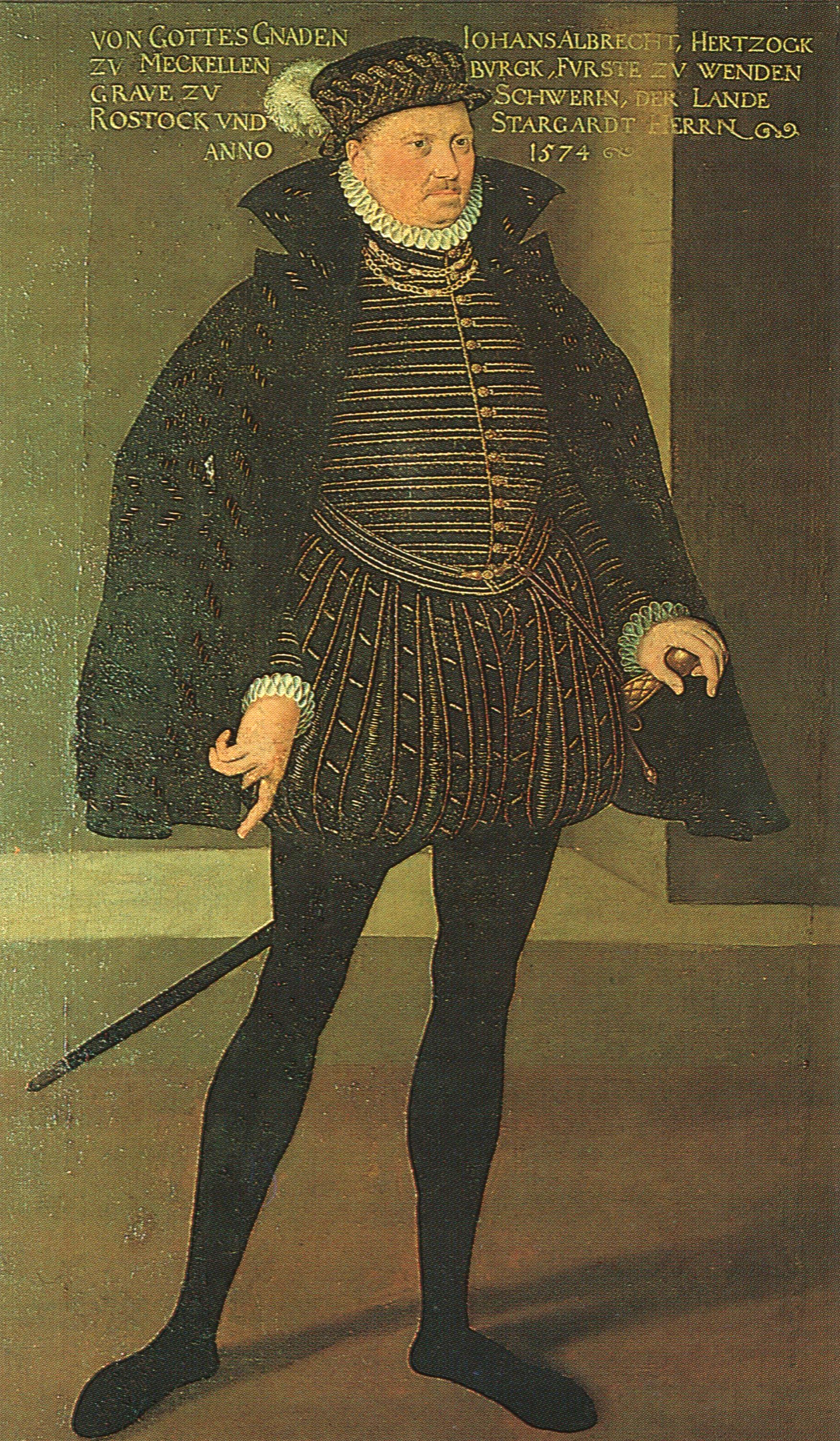
Il duca di Meclemburgo Giovanni Alberto I

All'inizio degli anni 1550 cominciò a diffondersi la minaccia del regno russo in Livonia, essendo la tregua in corso con Mosca prossima alla fine. Nel 1551, la cessazione delle ostilità fu estesa per un solo anno, fino a un massimo di cinque, e nel 1554 lo zar pretese il pagamento di una tassa da parte di Tartu per siglare un trattato di pace di 15 anni. Guglielmo, che era particolarmente preoccupato per l'ombra ingombrante dei russi, aveva già cercato di concludere un'alleanza livoniano-polacca, ma vari rappresentanti della Confederazione livoniana si erano opposti, temendo un'eccessiva dipendenza della Polonia. Constatata la situazione, Guglielmo cercò di non pensare alle sue perplessità e decise di sostenere pienamente il piano di diventare coadiutore escogitato da suo fratello Alberto già nel 1552 o 1553, cioè nello stesso periodo in cui anche Guglielmo era in Prussia, essendosi allontanato dalla Livonia per oltre un anno.
Alberto, insieme al nuovo re polacco Sigismondo II Augusto e a Giovanni Alberto I, duca di Meclemburgo (quest'ultimo sarebbe presto diventato genero di Alberto), aveva pianificato di far giungere il fratello minore di Guglielmo, Cristoforo, in Livonia come coadiutore. La Polonia sperava così di soggiogare la Livonia alla sua volontà politica, senza probabilmente immaginare di renderla un vassallo diretto. Le trame di Alberto e Giovanni Alberto, tuttavia, erano apparentemente di più ampia portata: la Livonia doveva essere resa uno stato vassallo simile alla Prussia, soggetta alla Polonia, con Cristoforo come suo sovrano. L'arcivescovo Guglielmo, tuttavia, probabilmente sperava soprattutto di aumentare la sua influenza politica in Livonia attraverso l'intervento di governanti stranieri.
Dopo avere imposto una nuova tassa a Tartu allo scopo di aumentare gli introiti Guglielmo chiese immediatamente che Cristoforo giungesse da lui, anche a costo di usare la forza, e propose dei piani militari per raggiungere l'obiettivo prefissato. Il duca Alberto e i suoi alleati, tuttavia, ritenevano che Cristoforo dovesse giungere in Livonia in modo pacifico. Quando l'ordine venne a conoscenza del piano, invero abbastanza presto, cercò nell'estate del 1555 di ostacolarlo stringendo un'alleanza con la Svezia. Si approfittò per suggerire anche a Guglielmo di abbandonare l'idea di disporre di un coadiutore e allearsi invece con Gustavo Vasa, circostanza che avrebbe fornito alla Livonia un sostegno contro la Russia. Guglielmo si mostrò scettico verso questa ipotesi, pensando che poiché Svezia e Russia erano già essenzialmente in guerra tra loro, un'alleanza con la prima avrebbe scatenato una guerra definitiva con la seconda: per questo, suggerì invece di cercare un'alleanza con la Polonia, che sarebbe stata ulteriormente rafforzata dalla presenza di un coadiutore. Allo stesso tempo, però, si verificò una spaccatura all'interno dell'ordine: la maggior parte dei cavalieri si opponeva a una politica più filo-polacca ed era guidata dal commendatore di Viljandi, Guglielmo di Fürstenberg; altri, guidati dal Gran maresciallo Jasper von Münster, sostenevano il partito opposto, in quanto temevano le mire di Mosca. In tempi rapidi, vista la sintonia di pensiero, il partito di Münster iniziò a collaborare con Guglielmo.
Alla fine del 1555 il coadiutore Cristoforo arrivò in Livonia, spingendo Guglielmo ad affrettarsi per consolidare la sua posizione. Presto si comprese come le condizioni fossero sfavorevoli a Guglielmo: il capitolo della cattedrale di Riga, infatti, iniziò a ritardare la sua conferma, mentre allo stesso tempo l'ordine e altri vescovi decisero che la questione di Cristoforo si sarebbe dovuta rimandare al maggio dell'anno seguente, quando si sarebbe riunita un'assemblea apposita. Quest'ultima fu convocata nel marzo 1556, divenendo lì chiaro che Guglielmo e gli altri livoniani non avrebbero trovato punti di contatto. Poco dopo la dieta, il filo-polacco Münster fuggì dal paese e Fürstenberg assunse la carica di landmeister dell'ordine. Guglielmo fece appello a suo fratello e al re polacco, ma questi non erano disposti a intervenire militarmente. Quando l'ordine religioso cavalleresco entrò in possesso di lettere contenenti i piani di guerra di Guglielmo, lo accusò di tradimento e si interruppe ogni dialogo. Alla dieta di giugno svoltasi a Võnnu, i livoniani decisero di rimuovere l'arcivescovo dal potere ricorrendo alla forza.
Nella seconda metà di giugno del 1556 incominciò la campagna dell'ordine contro Guglielmo. Adducendo come pretesto il rischio di proliferazione dei protestanti a causa dell'atteggiamento permissivo dell'arcivescovo, nel giro di sole due settimane, l'intero arcivescovado preferì arrendersi anziché combattere, poiché anche i sudditi di Guglielmo (la città di Riga, la cavalleria e il capitolo) lo avevano abbandonato. Guglielmo stesso si nascose nel castello di Koknese, assediato il 28 giugno. Il giorno dopo, il coadiutore Cristoforo si arrese formalmente agli aggressori, e un giorno dopo Guglielmo non ebbe altra scelta che arrendersi con il suo seguito nel castello per evitare spargimenti di sangue. All'arcivescovo, bollato dall'ordine come "un traditore della patria", fu riservato un trattamento di conseguenza: inizialmente imprigionato a Smiltene, da ottobre fu detenuto a Gaujiena, nei pressi dell'odierno confine tra l'Estonia e la Lettonia. Nei primi momenti la prigionia di Guglielmo si rivelò difficile, ma a partire da agosto, grazie all'intervento degli emissari della Pomerania, le condizioni migliorarono.
Il duca Alberto e i suoi alleati tentarono di aiutare diplomaticamente Guglielmo dopo la sua cattura, facendo appello ai principi del Sacro Romano Impero, oltre che alla corona, e ai re di vari altri paesi. Tuttavia, nessuno, nemmeno la Polonia, si dichiarò pronto a intervenire militarmente. La Danimarca cercò di mediare la situazione nel 1557, ma alla fine ciò termino con un nulla di fatto. L'ordine confidava, tuttavia, nella possibilità di riuscire a deporre formalmente Guglielmo come arcivescovo al fine di sostituirlo con il più permissivo e malleabile Cristoforo. Questo piano non ebbe fortuna, poiché la Polonia cambiò idea sulla sua politica di non intervento e decise di entrare in azione nell'estate del 1557. In agosto, Sigismondo II Augusto dichiarò guerra alla Livonia e ammassò le truppe al confine. All'inizio di settembre, tuttavia, il conflitto terminò con un compromesso quando la Livonia e Sigismondo II conclusero il trattato di Pozvol. Questo evento ripristinò Guglielmo come arcivescovo, rese Cristoforo suo coadiutore e restaurò tutti i loro possedimenti e diritti. Inoltre, nel frattempo, si siglò un'alleanza segreta in chiave anti-russa tra la Livonia e la neonata Confederazione polacco-lituana. L'obiettivo di Guglielmo appariva quindi praticamente raggiunto, poiché si era guadagnato il ruolo di coadiutore e un'alleanza militare con la Polonia. Per contro, aveva dovuto affrontare un anno di reclusione e aveva creato delle increspature nelle relazioni con la Russia.

### Guglielmo nella guerra di Livonia: la resa alla Polonia e la morte
Durante la guerra di Livonia, iniziata nel 1558, Guglielmo cercò inizialmente di salvare quanto amministrativa, stavolta collaborando con l'ordine. Pure suo fratello Alberto e il duca Giovanni Alberto I di Meclemburgo, che cercarono attivamente l'aiuto del Sacro Romano Impero, agirono nell'interesse di Guglielmo. Anche se la dieta aveva promesso di cercare fondi per sostenere la Livonia, nessuno mostrò concreti segni di cooperazione e, nel 1561, era chiaro che nessun sostegno di un certo spessore sarebbe arrivato da lì.
Essendo a quel punto chiaro che le realtà laiche e religiose locali non erano in grado di difendersi Guglielmo e l'ultimo Gran maestro dell'ordine, Gottardo Kettler, conclusero che non avevano altra scelta che arrendersi alla Polonia. Già nel 1559, Sigismondo II aveva preso possesso di un certo numero di castelli appartenenti all'ordine e all'arcivescovado, promettendo di averlo fatto solo per utilizzarli contro i russi, cosa che in realtà non fece. Nell'autunno del 1561, tuttavia, la situazione in Livonia era diventata così problematica che la maggior parte dei vassalli dell'arcivescovado e dell'ordine domandavano a gran voce la resa alla Polonia. Solo la città di Riga si oppose, rimanendo fedele alla sua critica opinione nei confronti della nuova sovranità fino a 20 anni dopo, nel 1581. Anche Kettler e Guglielmo resistettero per un po' alle richieste di resa dei vassalli, ma alla fine dovettero chinare il capo. Il 28 novembre 1561, il landmeister e l'arcivescovo firmarono un trattato formale di resa (pacta subjectionis) con Cracovia, con il quale i restanti territori in Livonia passavano sotto il suo dominio. Kettler finì per diventare un vassallo di Sigismondo, rese pubblica la sua conversione al protestantesimo e agì da allora in veste di duca di Curlandia, mentre a Guglielmo si permise di impiegare il titolo di arcivescovo di Riga e di risiedere nei castelli del vecchio arcivescovado fino alla sua morte. Inizialmente, si preservò anche la struttura di governo dell'arcivescovado: i balivi e il capitolo della cattedrale, anche se i suoi territori, insieme ad alcuni possedimenti dell'ordine, confluirono nel ducato di Livonia.
Guglielmo trascorse gli ultimi anni della sua vita nella Riga protestante. Dall'autunno del 1562 in poi la sua salute peggiorò rapidamente e, all'inizio dell'anno successivo, versava in pessime condizioni. Noncurante del suo stato, continuò ad assumere alcol e a concedersi a vari piaceri, quando possibile, in concomitanza con le festività. Nei primi giorni di febbraio, ricevette la visita di diversi altri alti funzionari, tra cui il duca di Curlandia Gottardo Kettler. Il suo coadiutore, Crisotoforo, che aveva trascorso gli ultimi anni lontano dalla Livonia, si diresse nell'attuale capitale lettone ma non lo incontrò. L'ultimo arcivescovo di Riga si spense nel 1563. Pare che le sue ultime parole furono: "Sono solo un uomo. Buon Dio, il mio signore fratello e il re di Polonia sono più potenti di me".
Alla morte di Guglielmo non conseguì l'immediata soppressione dell'arcivescovado di Riga. Solo il 26 dicembre 1566 il capitolo della cattedrale e le altre strutture di governo furono sciolti e i territori dell'arcivescovado confluirono nella Lituania.

## Ascendenza
|                                   |                       |                                | Genitori                       |  |  | Nonni |  |  | Bisnonni                  |  |  | Trisnonni                |  |
|                                   |                       |                                |                                |  |  |       |  |  | Federico I di Brandeburgo |  |  | Federico V di Norimberga |  |
|                                   |                       |                                |                                |  |  |       |  |  | Federico I di Brandeburgo |  |  | Federico V di Norimberga |  |
|                                   |                       | Elisabetta di Meißen           |                                |  |  |       |  |  | Federico I di Brandeburgo |  |  |                          |  |
| Alberto III di Brandeburgo        |                       |                                |                                |  |  |       |  |  | Federico I di Brandeburgo |  |  |                          |  |
|                                   |                       | Elisabetta di Baviera-Landshut | Federico di Baviera-Landshut   |  |  |       |  |  |                           |  |  |                          |  |
|                                   |                       | Elisabetta di Baviera-Landshut | Federico di Baviera-Landshut   |  |  |       |  |  |                           |  |  |                          |  |
|                                   |                       | Elisabetta di Baviera-Landshut | Maddalena Visconti             |  |  |       |  |  |                           |  |  |                          |  |
| Federico I di Brandeburgo-Ansbach |                       | Elisabetta di Baviera-Landshut |                                |  |  |       |  |  |                           |  |  |                          |  |
|                                   |                       | Federico II di Sassonia        | Federico I di Sassonia         |  |  |       |  |  |                           |  |  |                          |  |
|                                   |                       | Federico II di Sassonia        | Federico I di Sassonia         |  |  |       |  |  |                           |  |  |                          |  |
|                                   |                       | Federico II di Sassonia        | Caterina di Brunswick-Lüneburg |  |  |       |  |  |                           |  |  |                          |  |
| Anna di Sassonia                  |                       | Federico II di Sassonia        |                                |  |  |       |  |  |                           |  |  |                          |  |
|                                   |                       | Margherita d'Austria           | Ernesto I d'Asburgo            |  |  |       |  |  |                           |  |  |                          |  |
|                                   |                       | Margherita d'Austria           | Ernesto I d'Asburgo            |  |  |       |  |  |                           |  |  |                          |  |
|                                   |                       | Margherita d'Austria           | Cimburga di Masovia            |  |  |       |  |  |                           |  |  |                          |  |
| Guglielmo di Brandeburgo          |                       | Margherita d'Austria           |                                |  |  |       |  |  |                           |  |  |                          |  |
|                                   | Ladislao II Jagellone | Algirdas                       |                                |  |  |       |  |  |                           |  |  |                          |  |
|                                   | Ladislao II Jagellone | Algirdas                       |                                |  |  |       |  |  |                           |  |  |                          |  |
|                                   | Ladislao II Jagellone | Uliana di Tver'                |                                |  |  |       |  |  |                           |  |  |                          |  |
| Casimiro IV di Polonia            | Ladislao II Jagellone |                                |                                |  |  |       |  |  |                           |  |  |                          |  |
|                                   |                       | Sofia Alšėniškė                | Andrea Olshansky               |  |  |       |  |  |                           |  |  |                          |  |
|                                   |                       | Sofia Alšėniškė                | Andrea Olshansky               |  |  |       |  |  |                           |  |  |                          |  |
|                                   |                       | Sofia Alšėniškė                | Alexandra Drucka               |  |  |       |  |  |                           |  |  |                          |  |
| Sofia di Polonia                  |                       | Sofia Alšėniškė                |                                |  |  |       |  |  |                           |  |  |                          |  |
|                                   |                       | Alberto II d'Asburgo           | Alberto IV d'Asburgo           |  |  |       |  |  |                           |  |  |                          |  |
|                                   |                       | Alberto II d'Asburgo           | Alberto IV d'Asburgo           |  |  |       |  |  |                           |  |  |                          |  |
|                                   |                       | Alberto II d'Asburgo           | Giovanna di Baviera-Straubing  |  |  |       |  |  |                           |  |  |                          |  |
| Elisabetta d'Asburgo              |                       | Alberto II d'Asburgo           |                                |  |  |       |  |  |                           |  |  |                          |  |
|                                   |                       | Elisabetta di Lussemburgo      | Sigismondo di Lussemburgo      |  |  |       |  |  |                           |  |  |                          |  |
|                                   |                       | Elisabetta di Lussemburgo      | Sigismondo di Lussemburgo      |  |  |       |  |  |                           |  |  |                          |  |
|                                   |                       | Elisabetta di Lussemburgo      | Barbara di Cilli               |  |  |       |  |  |                           |  |  |                          |  |
|                                   |                       | Elisabetta di Lussemburgo      |                                |  |  |       |  |  |                           |  |  |                          |  |